# Танака Мицуаки
Танака Мицуаки (яп. 田中 光顕, 16 ноября 1843 — 28 марта 1939) — японский государственный деятель, министр императорского двора (1898—1909), начальник столичной полиции (1889—1891), глава Счётной палаты (1887—1888), главный секретарь кабинета министров (1885—1888), член Палаты пэров Японии (1890—1891), член Гэнроина (1885—1889), граф (1907), генерал-майор (1881).
Публичное имя — Кэнсукэ (顕助), литературный псевдоним — Сэйдзан (青山).

## Биография

### Период Бакумацу
Родился 25 сентября 1843 года в деревне Сакава княжества Тоса (ныне город Сакава префектуры Коти) как старший сын Хамады Киндзи, вассала семьи Фукао, каро княжества Тоса, и Канадзавы Кэн, дочери Канадзавы Масатоси. В конце периода Эдо сменил своё имя с Хамада Тацуя на Танака Мицуаки.

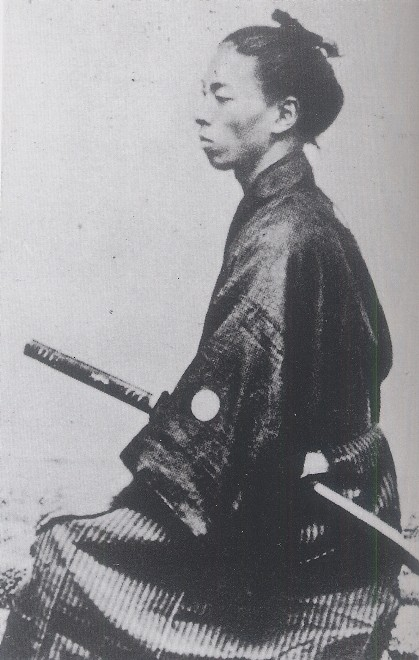
Танака Мицуаки в марте 1868 года

Будучи участником движения Сонно Дзёи, посещал додзё самурая Такэти Дзуйдзана, а также вступил в политическую организацию Тоса Кинно-то («Тосская проимператорская партия»). Его дядя и член организации, Насу Синго, был организатором убийства Ёсиды Тоё, реформатора княжества Тоса, и, предположительно, Мицуаки являлся соучастником преступления. Однако в 1863 году после инцидента 30 сентября партия была подавлена, и Танака был помещён под домашний арест, а в следующем году собрал товарищей и бежал из своих владений. После этого Мицуаки стал учеником Такасуги Синсаку и нашёл убежище в княжестве Тёсю. После Первого карательног похода в Тёсю он попытался захватить замок Осака, но был пойман Синсэнгуми во время инцидента в магазине Дзэндзай и бежал в Тоцукаву. Он внёс вклад в создание союза Саттё и сопровождал Куроду Киётаку во время его путешествия из Сацумы в Тёсю. Во время Второго карательного похода в Тёсю Мицуаки сражался против армии бакуфу на борту военного корабля «Хэйин-мару», принадлежавшего Тёсю. Позже он вернулся в свои владения и присоединился к Рикуэнтаю, военной группировке Накаоки Синтаро в качестве рядового.
В 1867 году, когда Накаока Синтаро был убит вместе с Сакамото Рёмой (инцидент в Омии), Танака поспешил на место происшествия и выслушал подробности от тяжело раненого Накаоки. После смерти Накаоки он возглавил отряд в качестве вице-командира и во время битвы при Тоба-Фусими занимал Коя-сан и устрашал княжество Кисю (сбор войск на Коя-сане), а после принимал активное участие в войне Босин.

### После реставрации Мэйдзи
После реставрации Мэйдзи Танака находился на службе в новом правительстве. Участвовал в миссии Ивакуры в составе посольства и совершил поездку по Европе. Во время Сацумского восстания стал начальником бухгалтерского отдела правительственной армии, а в 1879 году стал директором бухгалтерского бюро Министерства армии и в 1881 году был произведён в генерал-майоры. Кроме того, он занимал такие важные посты, как член Гэнроина (1885—1889), главный секретарь Кабинета министров в первом правительстве Ито, глава столичной полиции (1889—1891) и директор школы Гакусюин (1892—1895). В 1887 году ему был пожалован титул виконта (сисяку). 9 февраля 1898 года стал министром императорского двора. В течение примерно 11 лет Танака пользовался большим влиянием как проимператорский политик вместе с другими уроженцами Тосы Сасаки Такаюки и Хидзикатой Хисамото. 23 сентября 1907 года ему был пожалован титул графа (хакусяку). В 1909 году подал в отставку после того, как его обвинили во взяточничестве, и ушёл из политики.
Уйдя из политики, Танака Мицуаки посвятил себя чествованию мучеников эпохи реставрации Мэйдзи в различных частях Японии, в том числе опубликовал сборник китайских стихов Такасуги Синсаку «Тогё ико» («Посмертная рукопись Тогё») и обеспечил семью погибшего Такэти Дзуйдзана, оказывавшуюся в трудной эконмической ситуации. Он также с энтузиазмом собирал каллиграфические работы и вещи патриотов и передавал их в дар Мемориальному музею Дзёё Мэйдзи в Оарае (ныне музей Бакумацу-Мэйдзи), в строительстве которого принимал участие, Мемориальному музею Тама Сэйсэки в Таме (ныне бывший музей) и библиотеке Сэйдзан в Сакаве. Кроме того, в 1901 году Танака стал вторым председателем Японской ассоциации мастеров лаковой обработки и активно участвовал в культурных проектах, таких как ремонт храма Кунодзан Тосё-гу и усовершенствование лаковых предметов.
В последние годы своей жизни жил в уединении, строя различные дома в Фудзикаве, Камбаре и Одаваре. Опубликовал свои мемуары о реставрации Мэйдзи «Исин кадзагумо кайкороку» и другие сочинения.
В 1928 году, в честь восшествия на престол императора Сёвы, Танака пожертвовал 50 документов, связанных с деятелями реставрации Мэйдзи, в том числе письма Сакамото Рёмы. Поскольку император Сёва испытывал трудности с рождением сына, Мицуаки настоял на том, чтобы у него появилась наложница. Он самостоятельно проводил отбор, что привело к конфликту с ближайшими помощниками императора. Кроме того, он проявил симпатию к движению «Реставрация Сёва» и во время инцидента 26 февраля 1936 года вместе с Асано Нагакото пошёл навстречу молодым офицерам чтобы спасти их жизни, но безуспешно.
28 марта 1939 года Танака Мицуаки умер в возрасте 95 лет от пневмонии, вызванной простудой, в собственной усадьбе в Камбаре в префектуре Сидзуока.

## Семья
Первым браком был женат на Фукао Иёко (1851—1905), дочери самурая Фукао Сигэмото, вассала княжества Тоса. В этом браке родился сын Кэй (1872—1930). С 1909 года был женат вторым браком на Кобаяси Такако (род. 1888), дочери Кобаяси Хатиро, книготорговца из Эдзири (ныне район Сидзуоки), с которой развёлся в 1915 году. В 1888 году усыновил Юдзуру (1864—1942), второго сына политика Ихары Нобору. Также удочерил Тэцу, дочь самурая Охаси Сина (1835—1872) и жену Фудзии Юкинори (1855—1932), и Умэ (род. 1877), дочь Охаси Токинобу и жену Мивы Сэйкити.

## Награды
- Орден Восходящего солнца 3 класса (8 декабря 1877)
- Орден Восходящего солнца 2 класса (29 декабря 1882)[6]
- Орден Священного сокровища 1 класса (29 декабря 1892)
- Орден Восходящего солнца 1 класса (10 мая 1900)
- Орден Цветов павловнии с большой лентой (1 апреля 1906)

### Иностранные награды
- Большой крест ордена Святых Маврикия и Лаза (4 июля 1899, Италия)
- Великий офицер ордена Почётного легиона (16 апреля 1901, Франция)
- Орден Цветка Сливы (29 ноября 1904, Корея)